# Vort sprog
Vort sprog (Onze taal) is een lied gecomponeerd door de Noor Johan Halvorsen. Het is een toonzetting van het gelijknamige gedicht van Nils Collett Vogt. De tekst is een hommage aan het Noors, maar ook aan Noorwegen. Halvorsen maakte er een liedvorm van. Of het lied ooit is uitgevoerd is onbekend. 
Dezelfde tekst werd ook gebruikt door Eyvind Alnæs in het tweede van zijn drie liederen verschenen als opus 45, zijn laatste (officiële) compositie.